# کنتوئیه
کنتوئیه، روستایی از توابع بخش لاله‌زار شهرستان بردسیر در استان کرمان ایران است.

## معرفی
روستای کنتوئیه در دهستان قلعه عسگر و در فاصله ۱۱۰ کیلومتری مرکز استان کرمان قرار دارد . این روستا به 
کنتو بیدتلاتش نیز مشهور است .
براساس سرشماری مرکز آمار ایران در سال ۱۳۸۵، جمعیت آن ۲۳۴ نفر ( ۵۳خانوار ) بوده‌ است. این روستا در تابستان 
جمعیتی بالغ بر ۲۵۰ نفر دارد ، اما در زمستان جمعیت آن به زیر ۵۰ نفر کاهش پیدا میکند .

## جاذبه های گردشگری
جاذبه  مهم این روستا طبیعت و آب و هوای سردسیری آن است. همچنین از دیگر جاذبه ها نیز میتوان به دره های دهنه ، زمین های دره آباد، باغ های هوریزو و سد کنتوئیه  اشاره کرد .
منابع
- «نتایج سرشماری عمومی نفوس و مسکن ۱۳۸۵». درگاه ملی آمار ایران. بایگانی‌شده از اصلی در ۱ ژانویه ۲۰۱۳. دریافت‌شده در ۱ ژانویه ۲۰۱۳.